# Camponotus chongqingensis
Camponotus chongqingensis é uma espécie de inseto do gênero Camponotus, pertencente à família Formicidae.